# Annie Cordy
Annie Cordy, właśc. Léonie Cooreman (ur. 16 czerwca 1928 w Brukseli, zm. 4 września 2020 w Vallauris) – belgijska aktorka, piosenkarka oraz tancerka.

## Życiorys
Urodziła się 16 czerwca 1928 roku w Laeken, północno-zachodniej dzielnicy Brukseli stolicy Belgii. Jej ojciec nazywał się Cornelius January Cooreman, a matka Maria de Leeuw. Miała brata Louisa i siostrę Jeanne.
Kiedy Annie miała osiem lat, jej matka zapisała ją na lekcje tańca. Podczas studiów uczyła się gry na fortepianie i teorii muzyki, uczestniczyła w galach charytatywnych. Między tanecznymi numerami śpiewała hity dnia. Wkrótce jej kariera nabrała rozpędu, były słuchowiska radiowe, konkursy. Zauważona przez dyrektora artystycznego Le Lido, któremu udało się przekonać ją do opuszczenia Brukseli, rodzinnego miasta, Annie Cordy przybyła do Paryża 1 maja 1950 roku i została zatrudniona jako główna tancerka.
Wystąpiła w ponad 50 filmach od 1954 roku i zagrała wiele pamiętnych ról w słynnej paryskiej Olympii Bruno Coquatrixa. Jej wersja „La Ballade de Davy Crockett” była numerem 1 na listach przebojów przez pięć tygodni we Francji w sierpniu 1956 roku.
4 września 2020 roku Cordy doznała zatrzymania akcji serca w swoim domu w Vallauris we Francji, gdzie mieszkała ze swoją siostrzenicą. Próby reanimacji nie powiodły się i uznano ją za zmarłą. Miała 92 lata. Od maja 2022 roku jej imię nosi tunel drogowy w Brukseli, który wcześniej nazywany był Tunelem Leopolda II.

## Wybrana filmografia

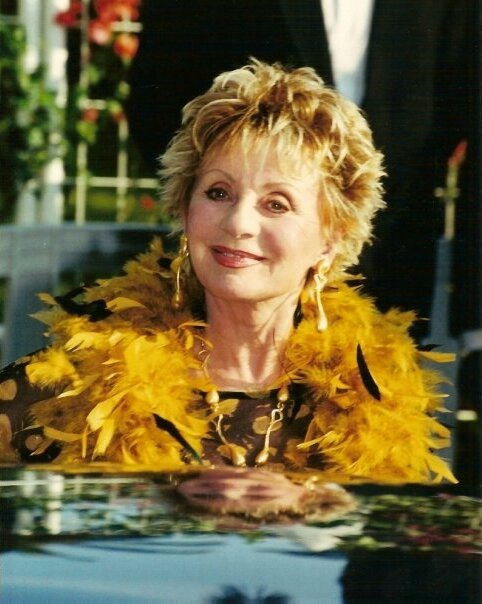
Annie Cordy (2001)

- 1953: Boum sur Paris jako ona sama
- 1954: Jego rybki jako Charlotte Dupuy
- 1954: Gdyby Wersal mógł mi odpowiedzieć jako pani Langlois
- 1955: Najpiękniejsza kobieta świata
- 1956: Śpiewak z Meksyku jako Cri-Cri
- 1958: Tabarin jako Mimi
- 1959: Papierosy, whisky i mali dziadkowie jako Martine
- 1960: Szalona głowa jako Annie
- 1965: Złoto księcia jako dozorczyni
- 1967: Ci panowie z rodziny jako Maryse
- 1969: Pasażer w deszczu jako Juliette
- 1969: Burżuazyjny miły facet jako pani Marthe
- 1970: Zerwanie jako pani Pinelli
- 1971: Kot jako Nelly
- 1972: Nie unikniesz przeznaczenia jako przyjaciółka Almy
- 1974: Szczury Paryża jako Ginette Lalatte
- 1977: Koń, który latał jako znajoma barona
- 1983: Kłusownik Boga jako Jofrette
- 1990: Jedno lato po drugim jako matka Fine
- 1994: Zemsta blondynki jako Jany, matka Corine
- 1997: Tajemniczy przybysz jako Marie Fer
- 2004: Zartmo jako kobieta
- 2006: Ostatni z głupców jako Rose, babka
- 2008: Śledztwo na cztery ręce jako Babette Boutiti
- 2008: Disco jako pani Graindorge
- 2009: Szalone trawy jako sąsiadka
- 2011: Wracam do mamy jako Alice
- 2014: Wspomnienia jako babcia
- 2014: Ostatni diament jako Inès de Boissière
- 2016: Nietoperz jako Christiane
- 2018: Ta nasza młodość jako Laurenne
- 2018: Tamara 2 jako Rose

## Odznaczenia
- 2013: Order Korony